# 胡祗遹
胡祗遹（1227年—1295年），字紹聞，一作绍开，號紫山。磁州武安（今屬河北省磁縣）人。金國至元朝時期官員與文學家。
胡祗遹是胡景崧之孫。少孤，用功苦讀。中統初年被張文謙聘為員外郎，隔年成為中書詳定官，他還擔任大名宣撫從吏。至元元年（1264年）授應奉翰林文字，兼太常博士，還當過左右司員外郎。至元十九年（1282年）任济宁路总管，升任山东东西道提刑按察使。後來又擔任江南浙西诸道提刑按察使。不久以疾辞归，贞元元年（1295）卒。延佑五年追赠礼部尚书，卒谥文靖。朱权《太和正音谱》评其词“如秋潭孤月”。著作早佚，清初四庫館臣自《永樂大典》輯《紫山大全集》二十六卷。

## 延伸阅读
[在维基数据编辑]
 《元史·卷170》，出自宋濂《元史》
 《新元史/卷174》，出自柯劭忞《新元史》